# Ostermarsch
Ostermarsch (Oostermarsch en baix alemany o Oostermarsk en frisó oriental) és un poble de la ciutat de Norden a la regió de Frísia Oriental de l'estat federat de la Baixa Saxònia a Alemanya. Fins a la fi de l'any 1972 era un municipi independent.

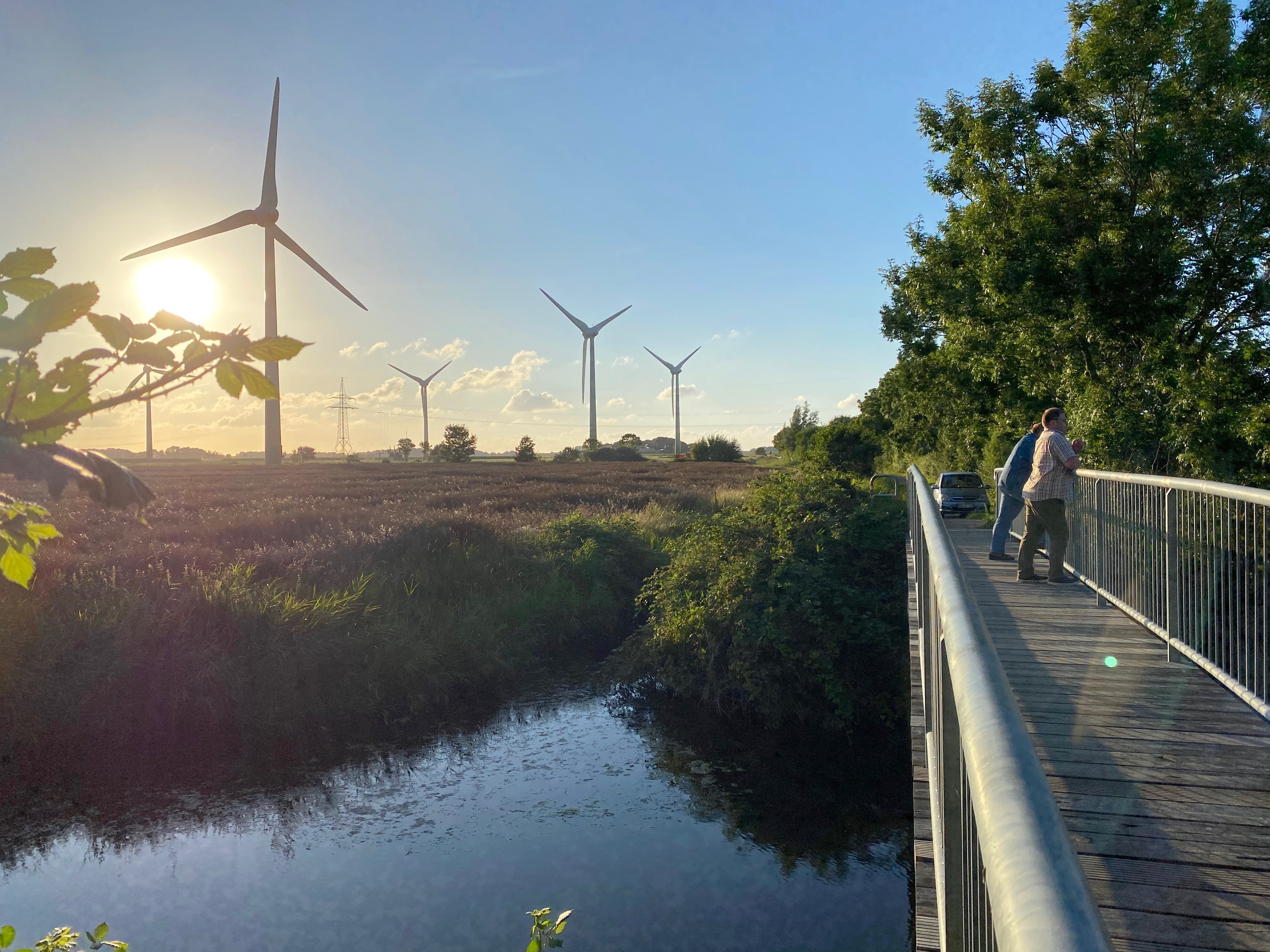
Pont de fusta per a vianants a la desembocadura del Schiffschloot al Marschtief

És un disseminat a un pòlder pla creuat per una densa xarxa de weterings que és més o menys a un metre sobre el nivell mitjà del mar. Es limita al nord amb el mar de Wadden, a ponent pel reg Sieltog, a migdia pels prats humits del «Wischer» i a orient pel Wahlschloot i el Marschtief. Aquest darrere serveix de col·lector que desguassa tota la zona via el Norder Tief i l'Störtebekerkanal cap al mar del Nord a Greetsiel.

## Història

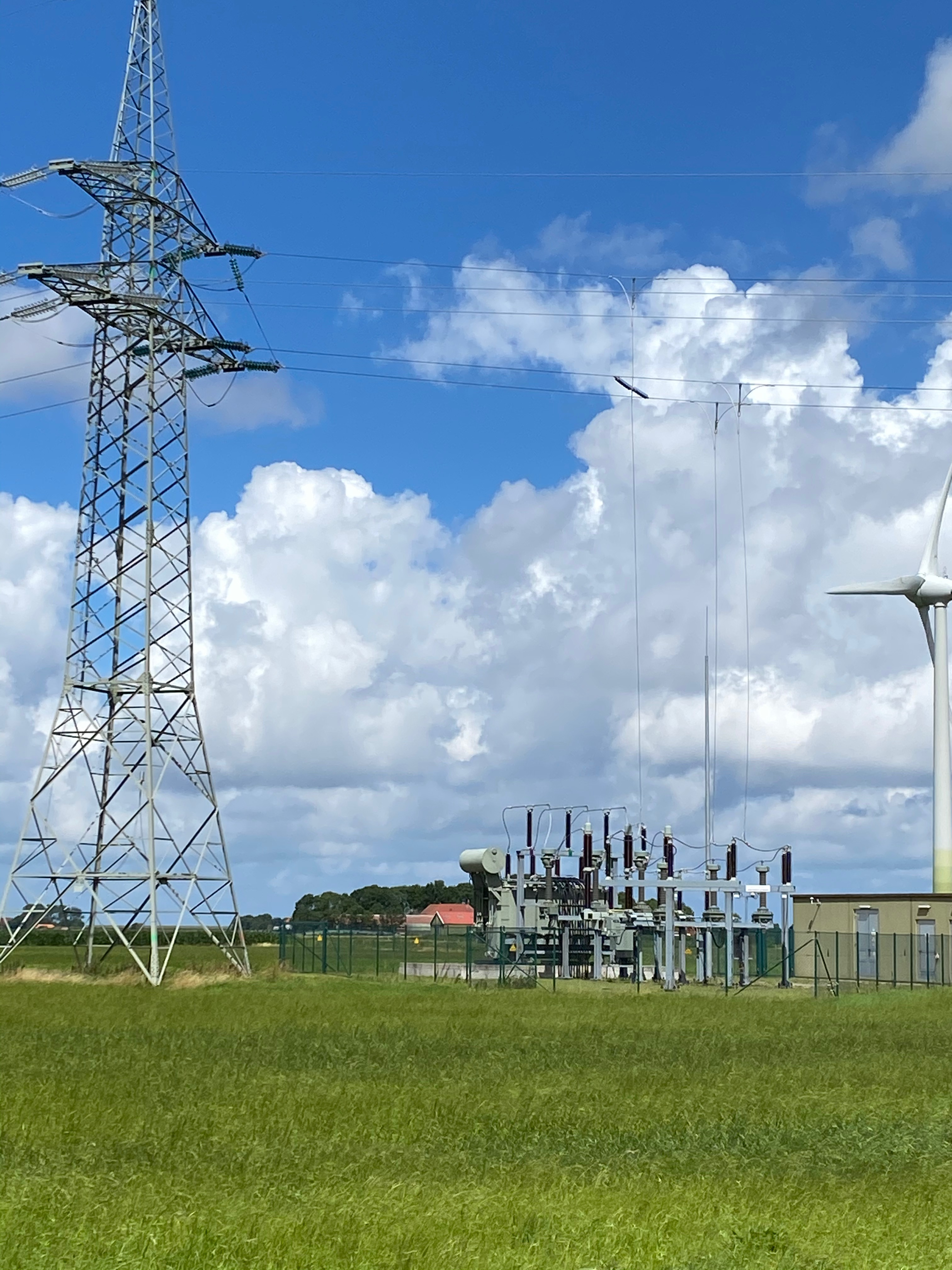
Subestació elèctrica al Wester Wischer

Històricamemt feia part amb la seva contrapart Westermarsch de l'amt de Bierum. El primer esment escrit «Ostermersch» data del 1436. El poble es va desenvolupar al maresme com un disseminat de wurts o (terp, o pujols artificials) que havien de protegir les masies contra les marejades. Tres wurts medievals ara inhabitats es van conservar, però molts van ser soscavades quan des del segle xiii es van construir dics i un sistema de desguàs més fiable que els wurts. La sedimentació va fer possible crear pòlders nous entre el primer dic marítim i l'actual. Dels dics antics, ara terra endins, queden unes restes.
Els pòlders, dels més fèrtils de la regió, desguassaven mitjançant tres «siels»: un sistema de desguàs passiu per la força de gravetat a baixamar: el Groot Nörder Siel, el Hilgenrieder Siel i el Nessmersiel. En ser un punt feble de la defensa contra el mar, es van suprimir progressivament i van ser reemplaçats per una estació de bombatge i una resclosa antimarejada a Greetsiel.

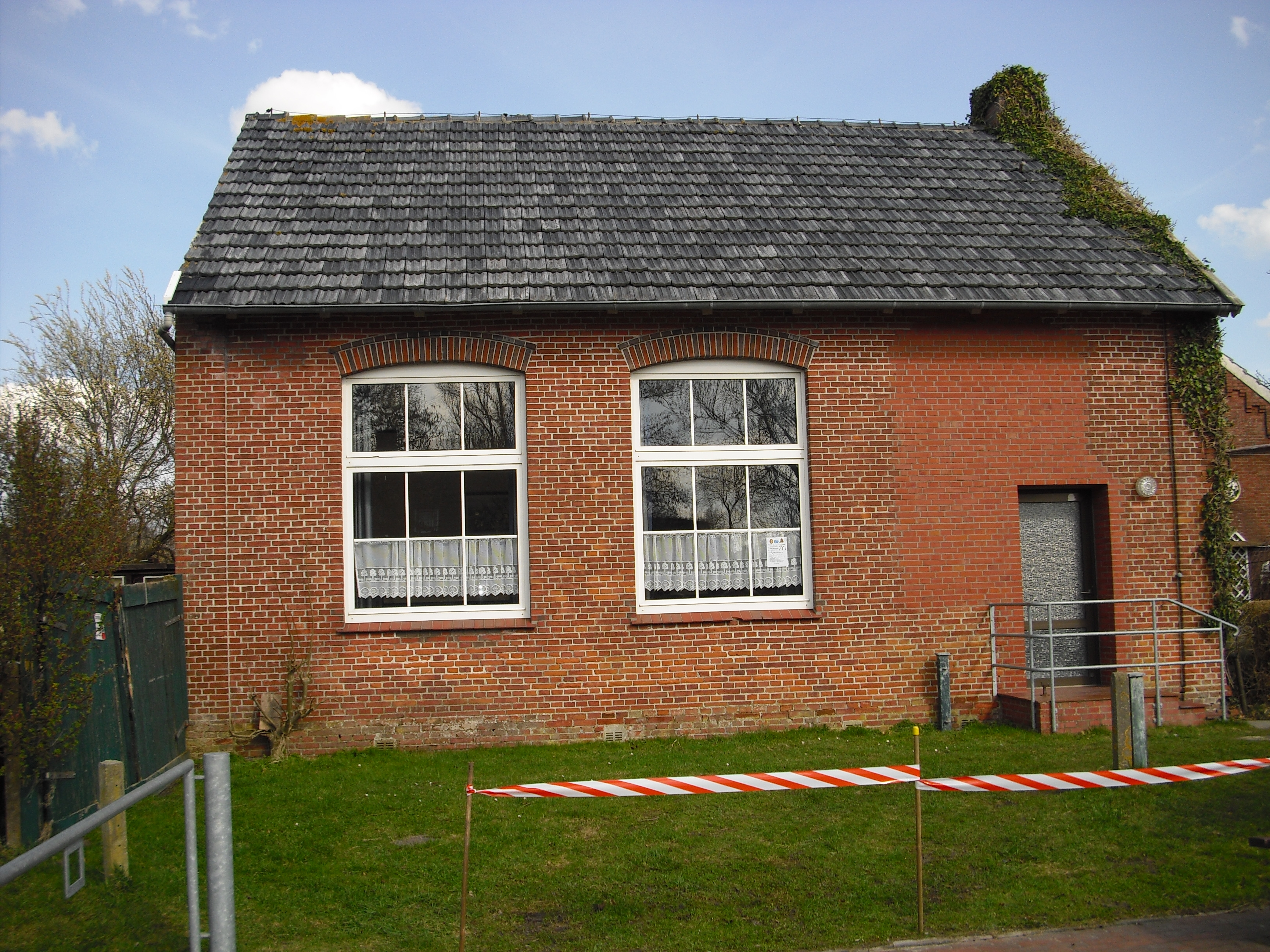
Antiga escola

Fins als anys 1980 era un poble viu amb una petita escola, uns albergs i un petit supermercat. Tot això va desaparèixer a poc a poc. Es va convertir en dormitori. L'agricultura, l'enèrgia eòlica i el turisme (segones residències, cases i pisos turístics) formen les principals activitats econòmiques. Els serveis essencials es van concentrar al centre de Norden. D'una població de 535 habitants el 1946 només en queden 274 d'empadronats el 2016.

### Evolució demogràfica[1]
La pujada del 1946 s'explica per l'arribada de refugiats i sobretot de persones expulsades dels territoris que Alemanya va haver de cedir enllà de la Línia Oder-Neisse a Polònia després de la Segona Guerra Mundial. Formaven fins als 28,9% de la població, una quota molt elevada.

## Llocs d'interès
- El camí al dic principal amb vistes al mar de Wadden i l'illa de Norderney
- El camí ornitològic «Vogelpfad Ostermarsch»[8] on es poden observar amb una mica de sort entre d'altres garses de mar, cotxes blaves, ànecs blancs, diverses estrigiformes, xarlots, diverses gal·liformes, gavines vulgars, fredelugues, oques de collar, corriols anellats grossos, boscarles dels joncs, gavians argentats, passèrids, orenetes, remena-rocs comuns, xoriguers comuns i titelles.[9]